# Rei Sugimoto

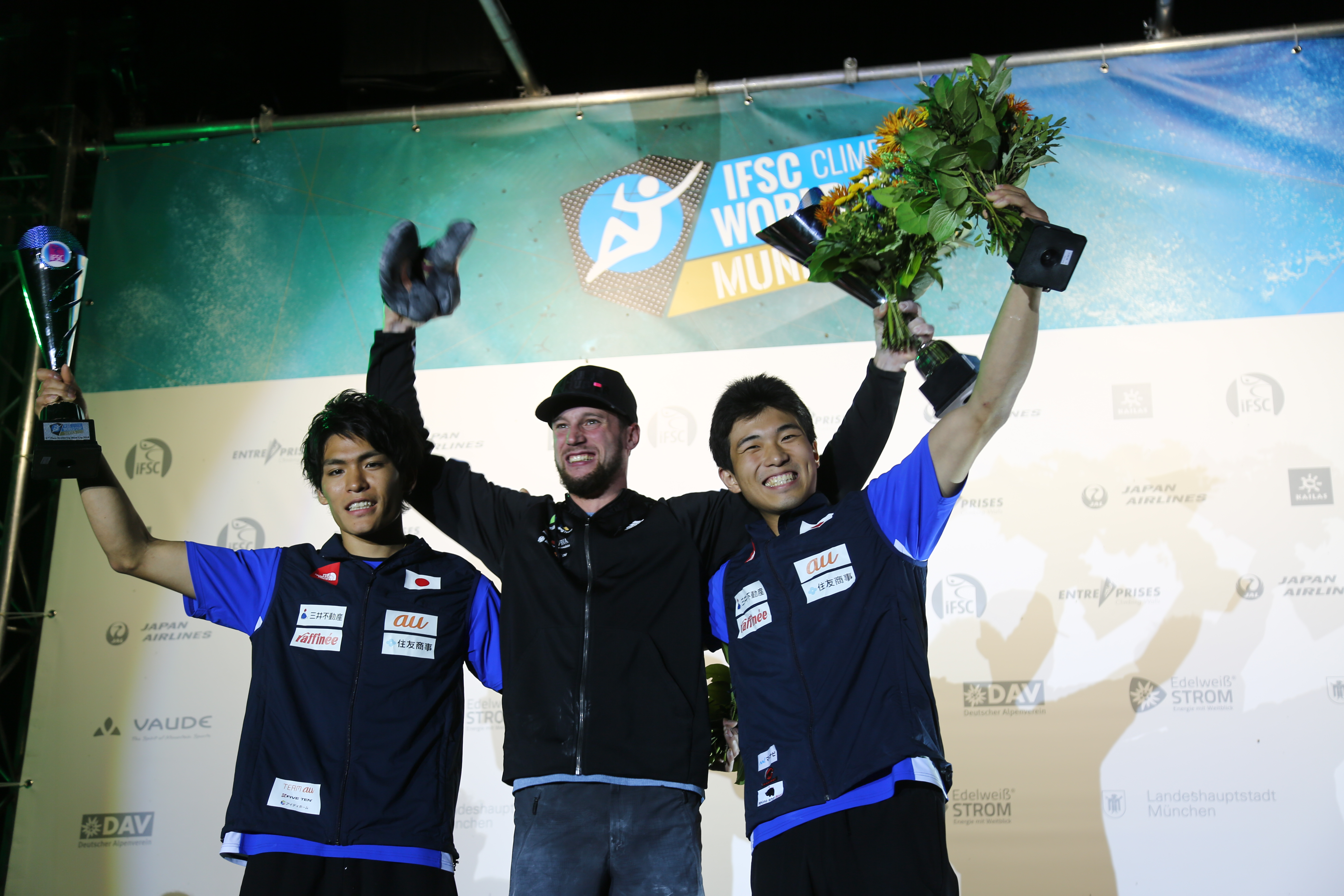
PŚ 2018 Monachium. Stoją od lewej; Tomoa Narasaki JAP (2 m.), Jernej Kruder SLO (1 m.) oraz Rei Sugimoto (3 m.).

Rei Sugimoto (jap. 杉本 怜 Sugimoto Rei; ur. 13 listopada 1991, w Sapporo) – japoński wspinacz sportowy, specjalizujący się boulderingu, prowadzeniu oraz we wspinaczce łącznej. Brązowy medalista mistrzostw Azji we wspinaczce sportowej w konkurencji bouldering w 2015.

## Kariera sportowa
Na mistrzostwach Azji w 2015 w chińskim Ningbo we wspinaczce sportowej zdobył brązowy medal we wspinaczce sportowej w konkurencji prowadzenie, w finale przegrał ze swymi rodakami; Tsukuru Hori oraz z Keitą Watabe.
W 2019 Tuluzie na światowych kwalifikacjach do igrzysk olimpijskich zajął szesnaste miejsce, które nie zapewniało mu awansu na IO 2020.
Uczestnik festiwalu wspinaczkowego Rock Master, który corocznie odbywa się na słynnych ścianach wspinaczkowych w Arco, gdzie był zapraszany przez organizatora zawodów. W 2014 na tych zawodach wspinaczkowych zajął czwarte miejsce w boulderingu.

## Osiągnięcia

### Mistrzostwa świata
| Konkurencje        | 2009 | 2012 | 2014 | 2018 | 2019 |
| Bouldering         | 23   | 6    | 18   | 27   | 7    |
| Prowadzenie        | —    | —    | —    | 73   | —    |
| Wspinaczka na czas | —    | —    | —    | 47   | —    |
| Wspinaczka łączna  | —    | —    | —    | 31   | —    |

### Mistrzostwa Azji
| Konkurencje        | 2015 | 2018 |
| Bouldering         | 3    | 5    |
| Prowadzenie        | —    | 9    |
| Wspinaczka na czas | 29   | 29   |
| Wspinaczka łączna  | —    | 6    |

### Rock Master
| Konkurencje | 2014 |
| Bouldering  | 4    |